# Lý Hoảng (Triều Tiên)
Đây là một tên người Triều Tiên, họ là Yi.
Lý Hoảng tự Cảnh Hạo, hay còn có các tên hiệu khác như Thoái Khê, Đào Ông, Thanh Lương Sơn Nhân và Chân Bảo Nhân, là một nhà Nho, học giả nổi tiếng người Triều Tiên, cùng với Lý Nhị, Lý Hoảng được người dân Triều Tiên gọi là Nhị Đại Nho.
Lý Hoảng sinh năm 1501 ở tại huyện Ye-an (ấp Dosan, quận Andong ngày nay). Mồ côi cha từ nhỏ, Lý Hoảng được mẹ nuôi nấng dạy dỗ. Khi 12 tuổi, ông học Luận ngữ từ chính người chú của mình. Năm 22 tuổi, ông lên kinh thành và học tập tại Thành Quân Quán - Học viện đào tạo Nho học cao cấp nhất của triều đình. Năm 1527, ông thi đỗ và bắt đầu được bổ nhiệm làm quan. Ông trải qua nhiều cương vị khác nhau như Tổng quản, Thái sư, Quan bộ thư,... dưới thời các vua Trung Tông, Nhân Tông, Minh Tông và Tuyên Tổ. Tuy nhiên, ông không thích làm quan nên thường từ chức về ở ẩn và dạy học nhưng rồi lại bị triều đình vời ra giúp. Ông thích chú tâm vào nghiên cứu Chu tử học và Minh Nho học. Ông là tác giả của nhiều công trình nghiên cứu Nho học nổi tiếng và có giá trị cao của Triều Tiên.
Lý Hoảng qua đời vào năm 1570, ông hưởng thọ 70 tuổi.
Hình của ông ngày nay được in trên tờ bạc 1000 Won của Hàn Quốc. Hiệu của ông được đặt làm tên của một bài quyền Taekwondo của Hệ phái Chang Hon - bài Thoái Khê.